# Mercedes-Benz Stadium

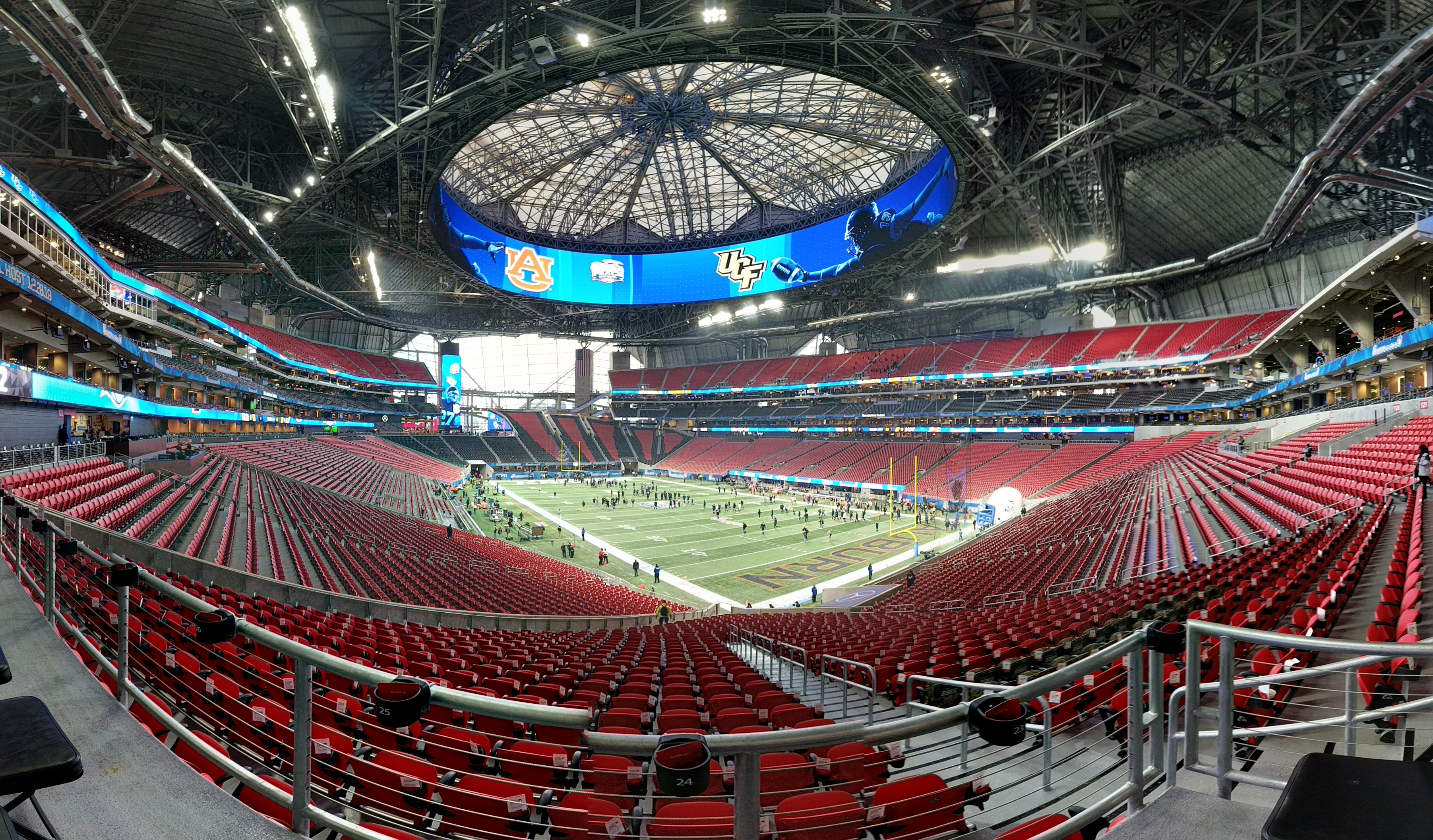
Imagen panorámica del estadio.

El Mercedes-Benz Stadium es un estadio multideportivo ubicado en la ciudad de Atlanta en Georgia, Estados Unidos donde juegan como local los Atlanta Falcons de la NFL y el Atlanta United F.C. de la MLS. También albergó el Peach Bowl de la División I NCAA y el Super Bowl LIII. El estadio está ubicado al lado de donde quedaba anteriormente el Georgia Dome, antiguo estadio de los Falcons. 
El estadio cuenta con un techo retráctil con el logo de Mercedes Benz. Tiene forma de molinillo, y se compone de ocho piezas triangulares translúcidas, que se deslizan en línea recta.

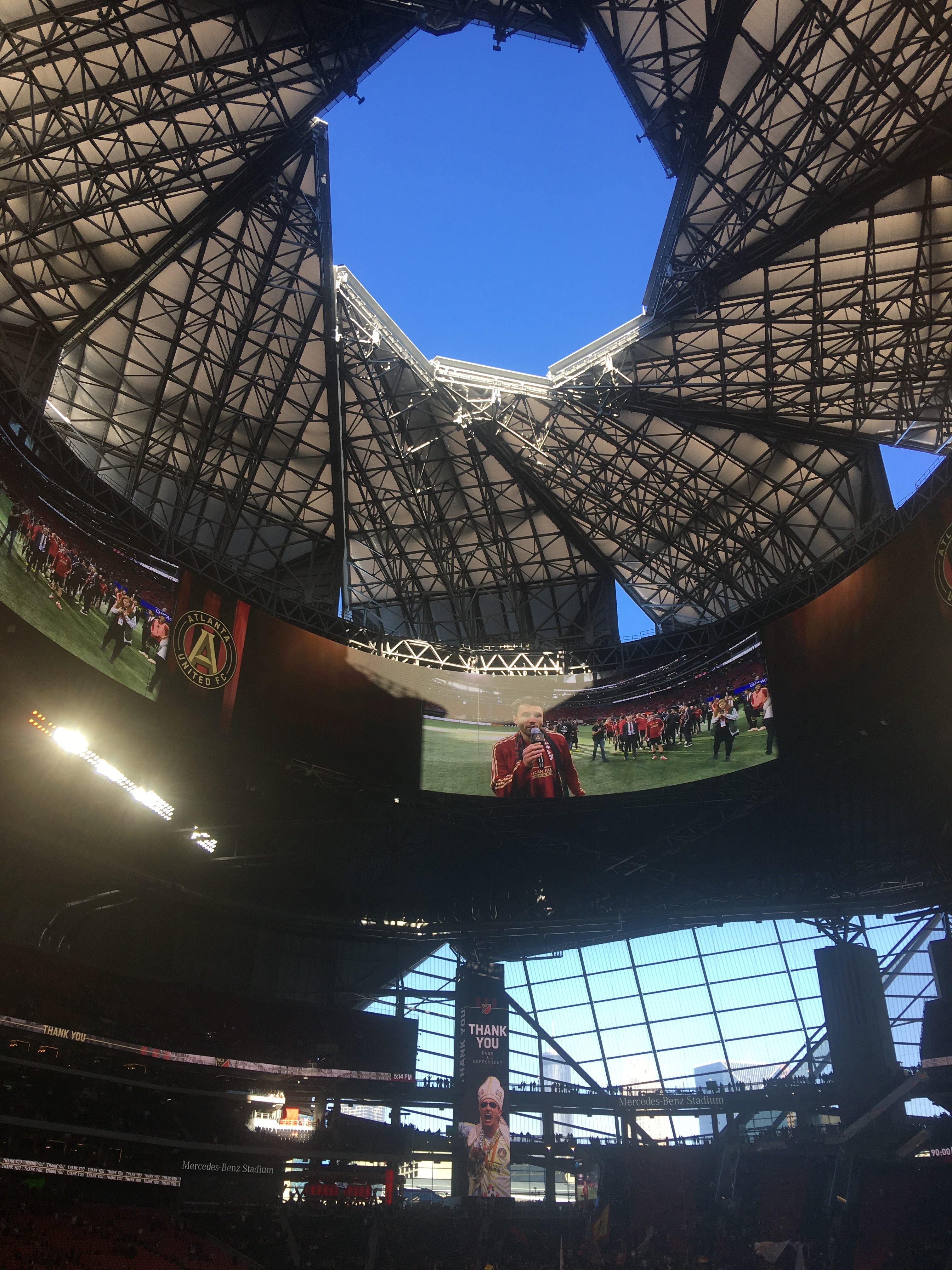
Vista interior del estadio.

El 1 de agosto de 2018, el Mercedes-Benz Stadium fue sede del Juego de las Estrellas de la Major League Soccer 2018 entre el Juventus y entre las Estrellas de la MLS con una asistencia de 72 317 espectadores. En ese mismo año fue sede de la Final de la MLS Cup, donde el equipo local (Atlanta United) se consagró campeón ante 73 019 espectadores, siendo el nuevo récord de asistencia histórica a un partido oficial de la MLS.

## Resultados en eventos de importancia

### Super Bowl
| Fecha                | Super Bowl | Equipo               | Puntos | Equipo           | Puntos | Asistencia |
| -------------------- | ---------- | -------------------- | ------ | ---------------- | ------ | ---------- |
| 3 de febrero de 2019 | LIII       | New England Patriots | 13     | Los Angeles Rams | 3      | 71 000     |

### Passion 2020
| Fecha                   | Passion 2020 | Equipo               | Puntos | Equipo           | Puntos | Asistencia |
| ----------------------- | ------------ | -------------------- | ------ | ---------------- | ------ | ---------- |
| 31 de diciembre de 2019 | LIII         | New England Patriots | 13     | Los Angeles Rams | 3      | 71 000     |

### Copa América 2024
| Fecha               | Fase                     | Equipo    | Equipo               | Resultado | Equipo                    | Equipo         | Espectadores |
| ------------------- | ------------------------ | --------- | -------------------- | --------- | ------------------------- | -------------- | ------------ |
| 20 de junio de 2024 | Fase de grupos - Grupo A | Argentina | Bandera de Argentina | 2 - 0     | Bandera de Canadá         | Canada         | 70 564       |
| 27 de junio de 2024 | Fase de grupos - Grupo C | Panamá    | Bandera de Panamá    | 2 - 1     | Bandera de Estados Unidos | Estados Unidos | 59 145       |

### Copa Mundial de Clubes de la FIFA 2025
| Fecha               | Fase                     | Equipo              | Equipo                    | Resultado | Equipo                            | Equipo        | Espectadores |
| ------------------- | ------------------------ | ------------------- | ------------------------- | --------- | --------------------------------- | ------------- | ------------ |
| 16 de junio de 2025 | Fase de grupos - Grupo D | Chelsea             | Bandera de Inglaterra     | 2 - 0     | Bandera de Estados Unidos         | Los Angeles   | 22 137       |
| 19 de junio de 2025 | Fase de grupos - Grupo A | Inter Miami         | Bandera de Estados Unidos | 2 - 1     | Bandera de Portugal               | Porto         | 31 783       |
| 22 de junio de 2025 | Fase de grupos - Grupo G | Manchester City     | Bandera de Inglaterra     | 6 - 0     | Bandera de Emiratos Árabes Unidos | Al-Ain        | 40 392       |
| 29 de junio de 2025 | Octavos de final         | Paris Saint-Germain | Bandera de Francia        | 4 - 0     | Bandera de Estados Unidos         | Inter Miami   | 65 574       |
| 1 de julio de 2025  | Octavos de final         | Borussia Dortmund   | Bandera de Alemania       | 2 - 1     | Bandera de México                 | Monterrey     | 31 442       |
| 5 de julio de 2025  | Cuartos de final         | Paris Saint-Germain | Bandera de Francia        | 2 - 0     | Bandera de Alemania               | Bayern Múnich | 66 937       |